# 위조이인
위짜이옌(중국어: 余在言, 병음: Yú Zàiyán, 한자음: 여재언, 광둥어: Jyu4 Zoi6 jin5 위조이인, 2001년 10월 8일~)은 홍콩의 축구 선수로 포지션은 미드필더이다. 현재 홍콩 프리미어리그의 이스턴 소속으로 뛰고 있다.